# Corymborkis corymbis
Corymborkis corymbis är en orkidéart som beskrevs av Louis Marie Aubert Du Petit-Thouars. Corymborkis corymbis ingår i släktet Corymborkis, och familjen orkidéer. Inga underarter finns listade i Catalogue of Life.